# Seznam litevských hlídkových lodí

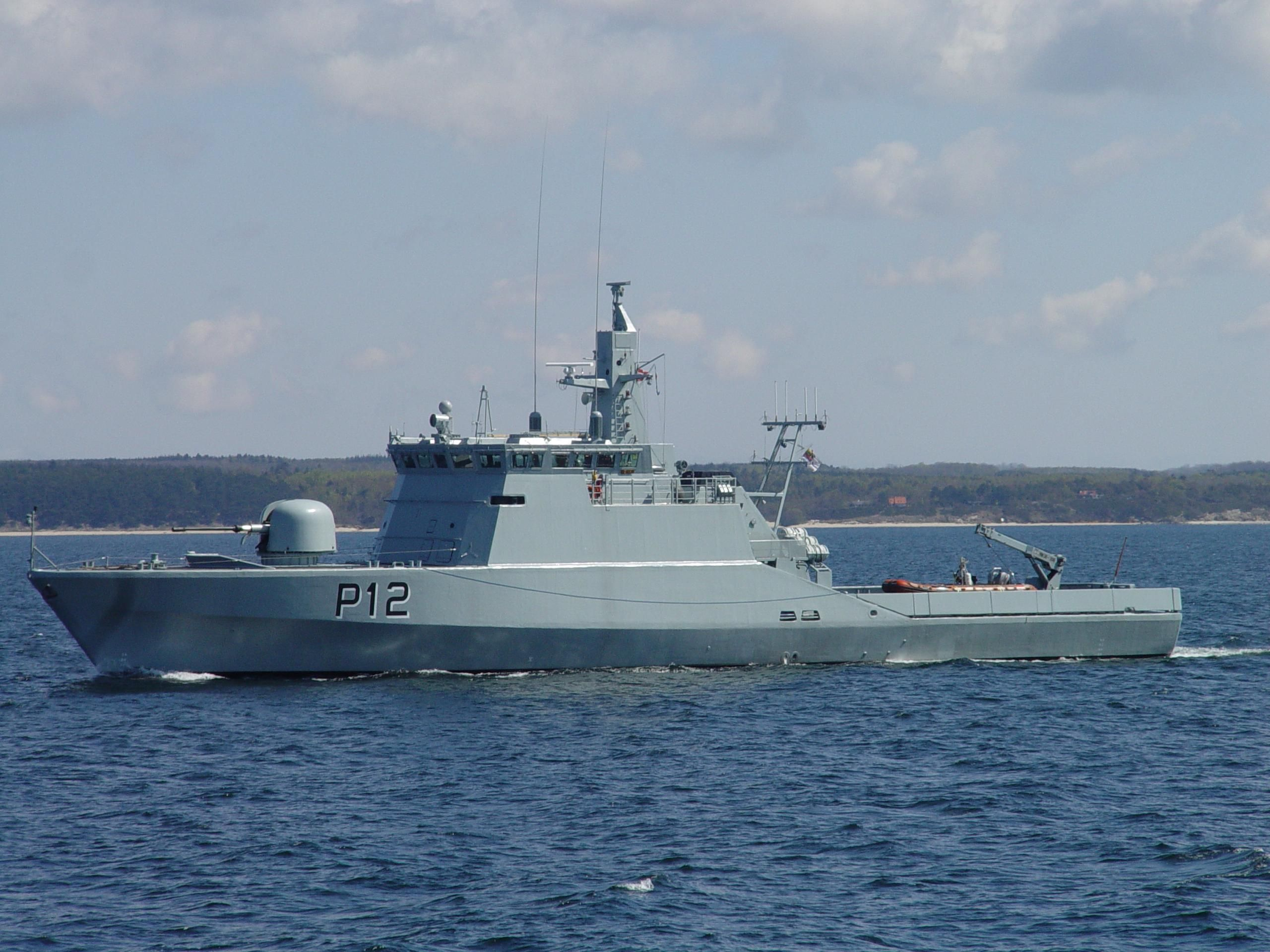
Dzukas (P12)

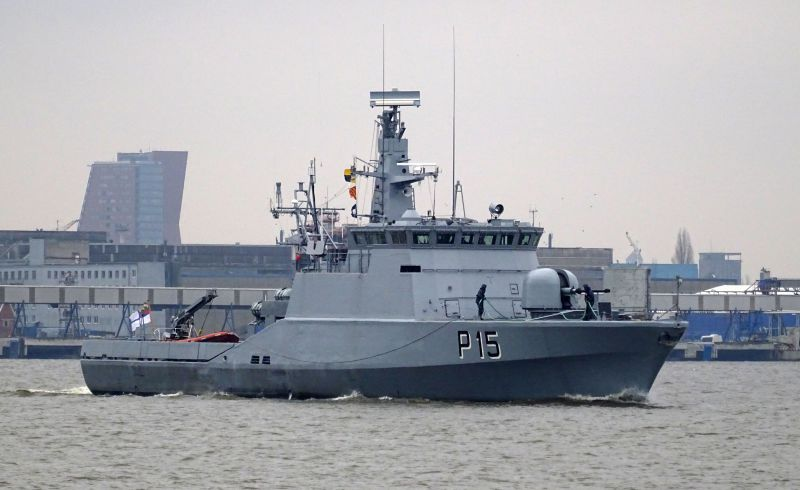
Sėlis (P15)

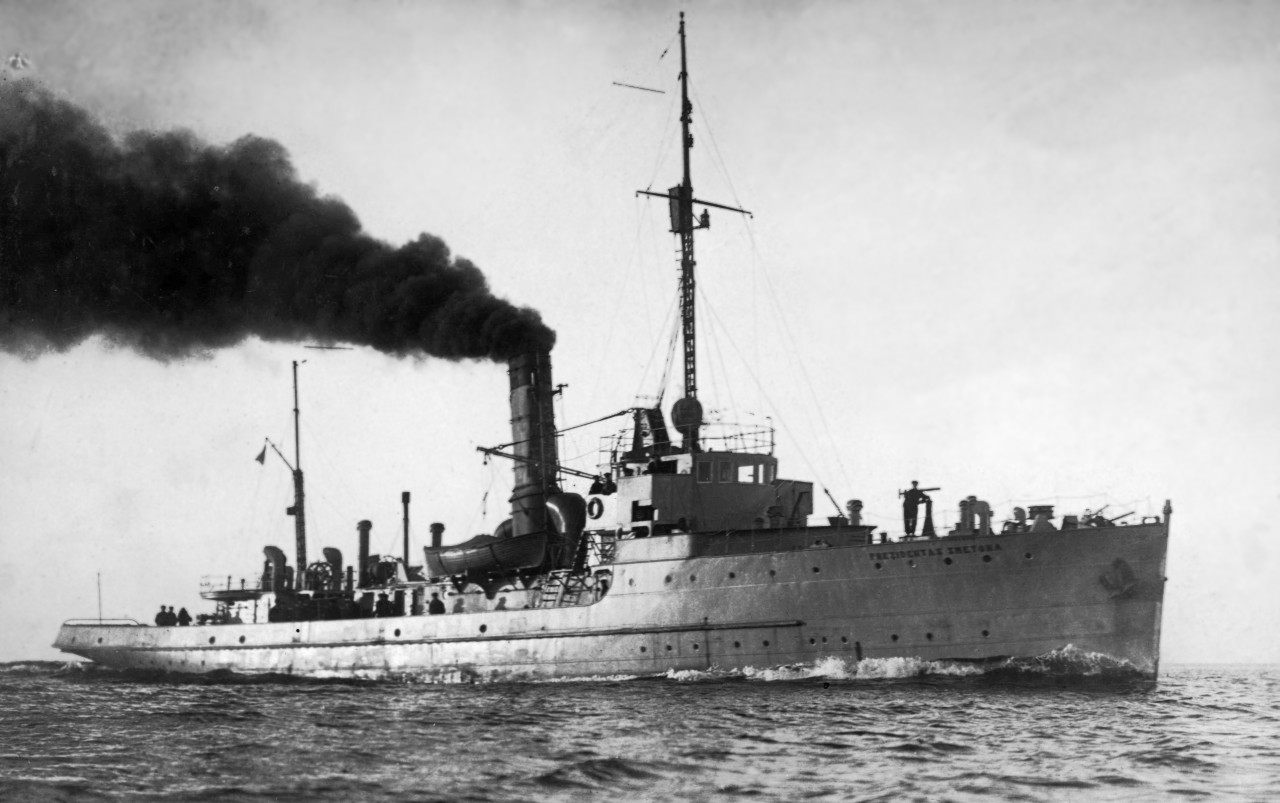
Prezidentas Smetona

Seznam litevských hlídkových lodí obsahuje všechny hlídkové lodě, které sloužily nebo právě slouží u Litevského námořnictva.

## Seznam lodí

### TřídaM
- Prezidentas Smetona - vyřazena

### TřídaFlyvefisken
- Žemajtis (P11) - aktivní
- Dzukas (P12) - aktivní
- Aukštaitis (P14) - aktivní
- Sėlis (P15) - aktivní